# Acropora chesterfieldensis
Acropora chesterfieldensis är en korallart som beskrevs av Veron och Wallace 1984. Acropora chesterfieldensis ingår i släktet Acropora och familjen Acroporidae. IUCN kategoriserar arten globalt som livskraftig. Inga underarter finns listade i Catalogue of Life.